# Austropallene tenuicornis
Austropallene tenuicornis là một loài nhện biển trong họ Callipallenidae. Loài này thuộc chi Austropallene. Austropallene tenuicornis được miêu tả khoa học năm 1993 bởi Pushkin.